# Ted Bundy
Theodore Robert Cowell, noto come Ted Bundy (Burlington, 24 novembre 1946 – Starke, 24 gennaio 1989), è stato un serial killer statunitense.
Autore di almeno trentasei omicidi di giovani donne tra il 1974 e il 1978, potrebbe avere colpito anche a partire dagli anni '60: viene ricordato dai media come un uomo affascinante, intelligente e garbato. Il suo modus operandi consisteva nell’attirare le vittime fingendo disabilità, difficoltà motorie oppure impersonando figure autoritarie per poi aggredirle e stuprarle in luoghi appartati. Talvolta ritornava sulla scena del crimine per avere rapporti sessuali con i cadaveri in decomposizione, almeno finché questi non fossero in una condizione tale da rendere questi atti impraticabili.
Nel 1975 venne inizialmente incarcerato nello stato dello Utah, dove si era unito alla chiesa mormona, per sequestro di persona con tentata aggressione e successivamente fu sospettato di diversi omicidi irrisolti in molti altri stati americani. Sfruttando la sua innata indole di manipolatore e le sue capacità affabulatorie riuscì a plagiare perfettamente i suoi confratelli mormoni a tal punto che essi lo difesero costantemente contro ogni evidenza durante tutte le fasi del processo creando perfino gruppi di supporto e presenziando all'ingresso del tribunale con cartelli inneggianti a Bundy, contro i giudici e i suoi accusatori. Accusato di omicidio ed incarcerato in Colorado, riuscì a fuggire due volte per poi compiere altre aggressioni, tra cui tre omicidi, finché non fu nuovamente catturato nel 1978 in Florida, dove ricevette tre condanne a morte in due processi separati. Morì sulla sedia elettrica il 24 gennaio 1989 nella Raiford Prison.
La sua biografa e conoscente personale Ann Rule lo ha descritto come "un sadico sociopatico che traeva piacere dal dolore altrui e dal senso di potere che provava verso le sue vittime, sia quando stavano per morire che dopo"; Bundy stesso si è definito "[...] il più insensibile figlio di puttana che tu abbia mai visto". Il procuratore Polly Nelson, uno dei membri che avevano il compito di difenderlo in tribunale, scrisse che "era la precisa definizione del male".

## Biografia

### Infanzia
Theodore "Ted" Robert nasce a Burlington il 24 novembre 1946 da Eleanor Louise Cowell (1924-2012) all'Elizabeth Lund Home For Unwed Mothers (ora chiamato Lund Family Center), un ospedale per ragazze madri. L'identità del padre non fu mai determinata con certezza. Il suo certificato di nascita attribuì la paternità a un venditore e veterano dell'Air Force di nome Lloyd Marshall, sebbene la madre avesse poi sostenuto che il padre fosse "un marinaio" di nome Jack Worthington. Gli investigatori non riuscirono a trovare nessuno che rispondesse a questo nome negli archivi della marina. Inoltre alcuni familiari sospettavano che potesse essere stato il padre stesso di Louise, Samuel Cowell, ad aver violentato la figlia, ma non è stato possibile raccogliere alcuna prova di questa tesi.

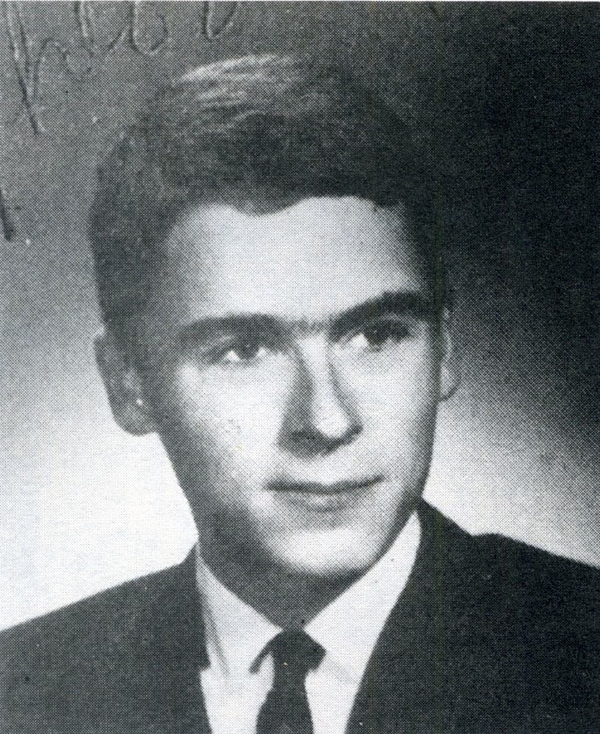
Bundy nel 1965 in una foto tratta dall'annuario scolastico del liceo

La madre così scelse di far credere a tutti che Theodore fosse figlio dei suoi genitori, e lei fosse quindi una sorella maggiore. Per i primi tre anni di vita Ted visse così a Philadelphia con i nonni materni, Samuel ed Eleanor Cowell, che lo crebbero come figlio proprio per evitare la stigmatizzazione sociale che si ripercuote spesso sui figli illegittimi. Alla famiglia, agli amici e al piccolo Ted fu sempre detto che i nonni fossero i suoi genitori biologici, mentre la madre fosse sua sorella. Per tutta la vita Ted espresse risentimento verso la madre per avergli mentito così a lungo, lasciandogli scoprire la verità da solo. Mentre Ted durante le interviste parlò sempre dei suoi nonni con affetto, dicendo ad Ann Rule che "si identificava" con il nonno e che provava "rispetto" e "attaccamento" nei suoi confronti, dalle dichiarazioni dei membri della famiglia fatte ai procuratori legali emerse un ritratto negativo di Samuel Cowell: un tiranno bigotto, razzista, antisemita e anticattolico che si mostrava violento nei confronti della moglie, del cane di famiglia e dei gatti del quartiere.
Più di una volta la sua rabbia sconfinò nella violenza, soprattutto quando la questione della paternità di Ted veniva sollevata. Una volta scaraventò Julia, la sorella minore di Louise, giù dalle scale; inoltre spesso si rivolgeva ad alta voce a "invisibili presenze". Dai racconti di Ted Bundy emerge una nonna timida e obbediente che periodicamente si sottoponeva a sedute di terapia elettroconvulsivante per combattere la depressione di cui soffriva. Nella fase finale della sua vita inoltre non usciva più di casa.
Nel 1950 Louise cambiò il suo cognome da Cowell a Nelson ed eliminò il suo primo nome, Eleanor, per poi lasciare, incitata da diversi familiari, Philadelphia con Ted e andare a vivere dai suoi cugini Alan e Jane Scott a Tacoma nello Stato del Washington. Nel 1951 Louise conobbe a un incontro per single della chiesa metodista di Tacoma Johnny Culpepper Bundy, un cuoco che lavorava in un ospedale. Lo stesso anno si sposarono e Johnny Bundy adottò ufficialmente Ted. Successivamente Johnny e Louise concepirono altri quattro figli e, sebbene Johnny tentasse di far sentire accolto anche il figlio adottato includendolo nelle attività di famiglia o nelle gite in campeggio, Ted rimase distante nei suoi confronti. Più tardi si lamentò con la sua ragazza dell'epoca di come Johnny non fosse il suo vero padre e di come "non fosse molto brillante" e neanche tanto ricco finanziariamente.
Le vicende che riguardano la vita di Ted Bundy a Tacoma non sono sempre coerenti tra le varie biografie. Stephen Michaud e Hugh Aynesworth riportano che Bundy dichiarò che aveva l'abitudine di vagabondare per il quartiere e frugare tra la spazzatura alla ricerca di fotografie pornografiche. A Polly Nelson racconta di come fosse interessato alle riviste pulp, ai romanzi polizieschi e ai documentari di cronaca nera che riguardavano violenze sessuali, in particolare se erano illustrati con immagini di corpi morti o mutilati. In una lettera ad Ann Rule dichiara invece che al solo pensiero di leggere questo genere di fiction sarebbe rabbrividito. A Stephen Michaud descrisse le sue serate da ubriaco in cerca di finestre non coperte dalle tende, da cui poteva spiare donne svestite o "qualsiasi altra cosa potesse essere vista".
L'infanzia e l'adolescenza di Bundy furono segnate da perpetui episodi di bullismo: veniva sovente dileggiato e aggredito dai coetanei, a causa del suo carattere timido e schivo, sia a scuola che presso i Boy Scout che egli frequentava.

### Anni successivi
L'adolescenza lo cambiò, divenne un bullo egli stesso, commettendo vari furti e partecipando a varie risse. Successivamente fu attratto dallo studio, dalla politica e dallo sci, isolandosi dalla comunità. Bundy rimase disoccupato poiché non si impegnava nei suoi saltuari lavori. Nel 1967 trovò una donna di buona famiglia, Diane Edwards, con cui provò a legarsi. La ragazza, dopo essersi laureata, troncò ogni rapporto.
In quel periodo egli scoprì le sue origini e questo aggravò molto una situazione già precaria: quella che riteneva sua sorella in realtà era sua madre e ciò provocò in Bundy un trauma, secondo molti la molla finale che lo spinse ad uccidere. Disse alla sua fidanzata dell'epoca che suo cugino gli aveva mostrato la verità, mentre a Stephen Michaud e Hugh Aynesworth disse invece di aver trovato il certificato da sé. Ann Rule, sua biografa e scrittrice specializzata in crimini nonché sua conoscente personale, è dell'opinione che Bundy abbia trovato il suo certificato di nascita originale nel 1969 in Vermont.
Il periodo di depressione cominciò a placarsi nel 1969, quando decise di iscriversi nuovamente all'università, in cui seguì corsi di psicologia e legge. Poco tempo dopo prese la tessera del Partito Repubblicano - diventandone una giovane promessa - e cominciò una relazione con la giovane Elizabeth Kloepfer, una donna divorziata: è in questo periodo che Ted incontra Ann Rule, una donna che segnò la sua vita e che diventò sua amica e confidente, totalmente all'oscuro della sua doppia vita; tale esperienza venne descritta dalla Rule nel libro Un estraneo al mio fianco. Sempre in quel periodo fu indicato come "eroe" per aver salvato una bambina che stava annegando in un parco, e riuscì a rimettersi con la sua ex fidanzata Diane Edwards, che, vedendolo cambiato in meglio, decise di tornarci insieme. Ma nel gennaio del 1974 Ted improvvisamente la lasciò troncando ogni rapporto, dichiarando poi di averlo fatto per dimostrare a se stesso che poteva sposarla e di averla lasciata come lei anni prima fece con lui. Da questo avvenimento Ted Bundy sfoga la sua rabbia repressa in furia omicida.

### Gli omicidi

#### Washington

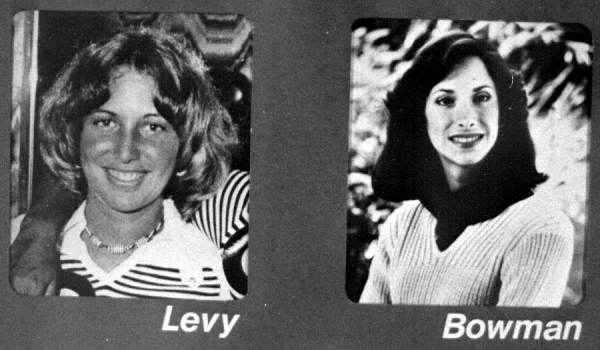
Due delle numerose vittime di Bundy

Il primo tentato omicidio accertato avviene il 4 gennaio 1974: la vittima si chiamava Joni Lenz, 18 anni, picchiata nel suo letto con una spranga di ferro e con quest'ultima violentata. La giovane riuscirà a salvarsi riportando gravi lesioni, ma sarà solo una delle poche ragazze che si salveranno dalla furia violenta di Ted. Il 5 gennaio 1974 i coinquilini della diciottenne Joni Lenz entrano nel suo appartamento, insospettiti dal fatto che la ragazza non si fosse fatta sentire per più di 24 ore. La trovano nella camera da letto, sanguinante e con profondi segni di violenza. La giovane ragazza era stata malmenata da Ted Bundy e violentata. La vittima, portata in ospedale, successivamente uscì dal coma.
Un mese dopo scompare Linda Ann Healy, rapita dalla sua casa, seguita da almeno altre 5 ragazze. Il 17 giugno 1974 viene ritrovato il corpo di Brenda Carol Ball e due mesi dopo sono stati trovati i resti di due ragazze scomparse il 14 luglio dal lago Sammamish, Janice Ott e Denise Naslund. Spunta fuori una testimone, una ragazza di nome Janice Graham, che raccontò alla polizia di come fosse stata adescata da un giovane ragazzo di nome Ted, che andava in giro con un braccio ingessato e che le aveva chiesto aiuto per caricare una barca a vela sul tetto della sua auto..  Arrivata all'auto la ragazza era stata invitata a salire a bordo del veicolo perché la barca non si trovava lì, ma a casa dei genitori in collina, ma Janice rifiutò l'offerta, e senza saperlo evitò una morte orribile. L'identikit di "Ted" appare su tutti i giornali e diverse persone fanno il nome di Bundy (tra queste vi sono anche Ann Rule e Elizabeth Kloepfer), ma prima che la polizia si possa muovere Bundy lascia Seattle e si trasferisce nello Utah.

#### Utah

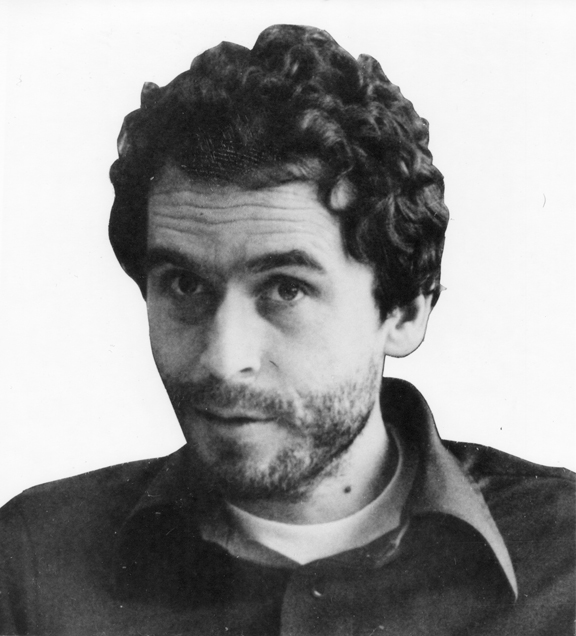
Bundy nel 1977

Il 18 ottobre 1974 scompare la diciassettenne Melissa Smith, ritrovata poi il 27 ottobre vicino a Salt Lake City, violentata e sodomizzata. Il 31 ottobre scompare Laura Aime, ritrovata il giorno del ringraziamento, picchiata, sodomizzata e strangolata. L'8 novembre Bundy compie il primo passo falso, tentando di rapire Carol DaRonch spacciandosi per un poliziotto e riuscendo a farla salire sulla sua Volkswagen Maggiolino; all'interno dell'auto la ragazza riesce a scappare dopo una violenta colluttazione e denuncia l'accaduto alla polizia locale. Poche ore dopo scompare Debbie Kent, che non viene più ritrovata. Spunta un'altra testimone, un'insegnante di nome Raelynn Shepard, che racconta di come fosse stata avvicinata da un uomo che si era finto un poliziotto, ma che lei non aveva seguito.

#### Colorado
Bundy a questo punto si sposta in Colorado, dove scompaiono almeno quattro donne tra gennaio e aprile 1975. La buona sorte aiuta gli investigatori il 16 agosto dello stesso anno, quando il poliziotto Bob Hayward ferma una Volkswagen Maggiolino che viaggiava di sera a luci spente; è l'auto di Bundy, dove vengono trovati una spranga, un passamontagna, un rompighiaccio e delle manette. Bundy viene arrestato e, dopo esser stato riconosciuto da Raelynn Shepard, viene messo in custodia in attesa di una prova definitiva.
Sulla base di un quadro indiziario viene condannato per l'aggressione a Carol DaRonch, ma Bundy a questo punto decide di difendersi da solo, licenzia il suo avvocato, e ha così accesso a una piccola biblioteca del tribunale da dove riesce a scappare saltando da una finestra proprio mentre l'FBI sta per incolparlo dei delitti in Colorado. Ted viene ripreso sei giorni più tardi, dopo essersi nascosto nelle colline di Aspen ed aver perso 11 kg in una settimana. Incredibilmente riesce ad evadere di nuovo il 30 dicembre 1977 facendo un buco nel soffitto della cella, da dove riesce a passare grazie alla sua straordinaria magrezza; raggiunto l'appartamento del custode del carcere, indossa una sua divisa ed esce indisturbato dalla porta principale.

#### Florida

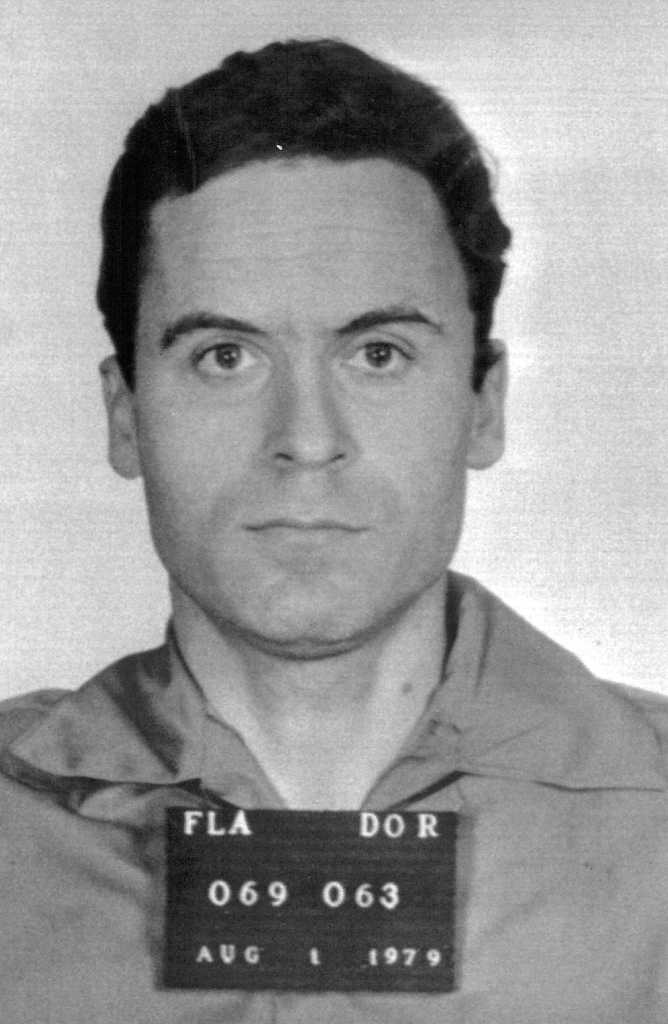
Foto segnaletica di Bundy nel 1979

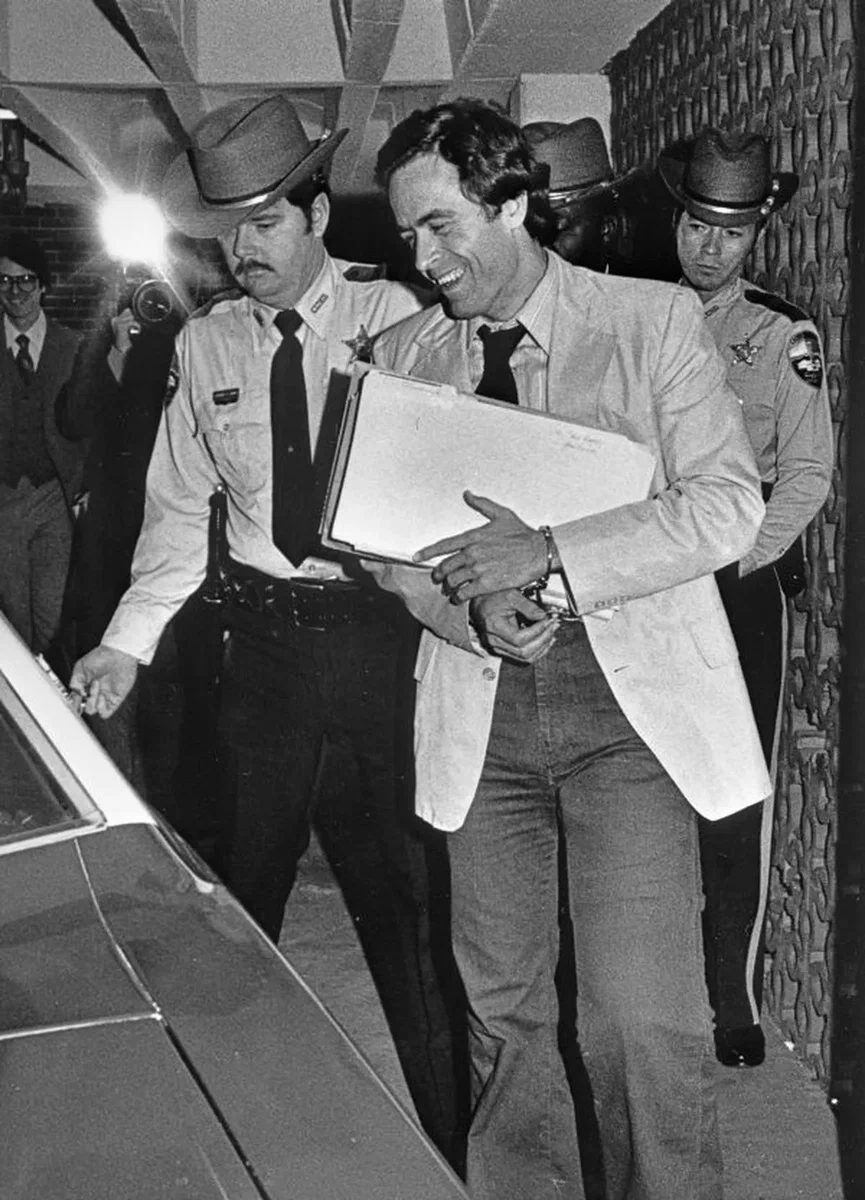
Ted Bundy mentre viene trasportato via dalla polizia dalla Leon County, in Florida.

Dopo un lungo peregrinare, riesce a raggiungere la Florida. Il 14 gennaio 1978 entra (in un lasso di tempo brevissimo, tra le 2.45 e le 3) nella sede del gruppo studentesco Chi-Omega, situato a Tallahassee, uccidendo due ragazze mentre dormivano, Lisa Levy e Margaret Bowman, di 20 e 21 anni, e mordendo ripetutamente i loro corpi. Ne ferisce altre due, Kathy Kleiner DeShields e Karen Chandler, che se la caveranno con qualche frattura al capo e con qualche dente rotto.
La stessa notte, a otto isolati dalla sede della Chi Omega, dopo aver lasciato la casa della confraternita, Bundy fa irruzione in un appartamento seminterrato e attacca la studentessa Cheryl Thomas, slogandole una spalla e fratturandole la mascella e il cranio in cinque punti. La ragazza viene lasciata con sordità permanente e danni all'equilibrio che porranno fine alla sua carriera di ballerina.
Il 9 febbraio 1978 i genitori della dodicenne Kimberly Leach di Lake City ne denunciano la scomparsa: il suo corpo verrà trovato in pessimo stato otto settimane dopo in un parco. Due testimoni erano però riusciti a prendere il numero di targa della macchina guidata dall'uomo che l'aveva abbandonata, che si rivelerà rubata. I ragazzi, successivamente, poterono identificare Ted Bundy dalle foto segnaletiche.

### L'arresto
Poco dopo, il 15 febbraio, Bundy viene fermato da un agente di polizia di Pensacola, vicino al confine di stato dell'Alabama, alla guida di un'auto rubata e, dopo una colluttazione con l'agente, viene arrestato di nuovo e stavolta definitivamente. All'inizio Bundy, senza un documento di identità, non rivela chi sia, solo dopo una settimana chiede di parlare con la sua ex ragazza al telefono, Elizabeth Kloepfer, che lo convince a dire chi fosse alle autorità.

### Il processo
Tra il 1979 e il 1980 in Florida si tenne il processo - seguito con attenzione dai mass-media di tutto il mondo - che finirà con la condanna a morte di Bundy: ad incastrarlo definitivamente saranno i segni dei morsi lasciati sui corpi delle due ragazze uccise al Chi-Omega e la testimonianza di una studentessa che lo vide uscire dopo gli omicidi. La corte ritenne l'imputato colpevole di 3 omicidi, ma Bundy successivamente affermò di averne compiuti 26. Tra le particolarità dello sviluppo processuale si ricorda la scelta di Bundy di difendersi da solo e il matrimonio con Carole Ann Boone, un'amica conosciuta nel 1974, e chiamata a testimoniare in suo favore. Bundy conosceva una vecchia legge della Florida, secondo cui una proposta di matrimonio fatta davanti a un giudice doveva ritenersi valida, e così chiese in pubblico, al processo, ad Ann di sposarlo e lei accettò. Riuscì ad avere dei rapporti con lei durante la detenzione, e ne nacque una figlia, Rose, di cui si sono perse le tracce. L'uomo inoltre usò le sue capacità persuasive per rimandare per tre volte la pena capitale.

### Le vittime identificate
| Nome                      | Età | Data scomparsa   | Luogo scomparsa          |
| ------------------------- | --- | ---------------- | ------------------------ |
| Lynda Ann Healy           | 21  | 1º febbraio 1974 | Seattle, Washington      |
| Donna Gail Manson         | 19  | 12 marzo 1974    | Olympia, Washington      |
| Susan Elaine Rancourt     | 18  | 17 aprile 1974   | Ellensburg, Washington   |
| Roberta Kathleen Parks    | 22  | 6 maggio 1974    | Seattle, Washington      |
| Brenda Carol Ball         | 22  | 1º giugno 1974   | Seattle, Washington      |
| Georgann Hawkins          | 18  | 11 giugno 1974   | Seattle, Washington      |
| Janice Ann Ott            | 23  | 14 luglio 1974   | Issaquah, Washington     |
| Denise Marie Naslund      | 19  | 14 luglio 1974   | Seattle, Washington      |
| Nancy Wilcox              | 16  | 2 ottobre 1974   | Holladay, Utah           |
| Melissa Anne Smith        | 17  | 18 ottobre 1974  | Salt Lake City, Utah     |
| Laura Ann Aime            | 17  | 31 ottobre 1974  | Salt Lake City, Utah     |
| Debra Jean Kent           | 17  | 8 novembre 1974  | Bountiful, Utah          |
| Caryn Eileen Campbell     | 23  | 12 gennaio 1975  | Aspen, Colorado          |
| Julie Cunningham          | 26  | 15 marzo 1975    | Aspen, Colorado          |
| Denise Lynn Oliverson     | 25  | 6 aprile 1975    | Grand Junction, Colorado |
| Lynette Dawn Culver       | 12  | 6 maggio 1975    | Pocatello, Idaho         |
| Susan Curtis              | 15  | 28 giugno 1975   | Provo, Utah              |
| Lisa Levy                 | 20  | 15 gennaio 1978  | Tallahassee, Florida     |
| Margaret Elizabeth Bowman | 21  | 15 gennaio 1978  | Tallahassee, Florida     |
| Kimberly Dianne Leach     | 12  | 9 febbraio 1978  | Lake City, Florida       |

### La condanna a morte
Alla fine della lettura della sentenza di condanna, il giudice Edward Cowart si rivolse a Ted Bundy con le seguenti parole: «Si prenda cura di sé stesso, figliolo. Glielo dico sul serio, si prenda cura di sé stesso. È una tragedia per questa corte vedere un tale totale spreco di umanità come quello che ho visto in questo tribunale. Lei è un uomo giovane e brillante, avrebbe potuto essere un buon avvocato. Avrei voluto vederla in azione, ma lei si è presentato dalla parte sbagliata. Si prenda cura di sé. Non ho nessun malanimo contro di lei. Voglio solo che lo sappia. Si prenda cura di sé stesso».
Destinato alla sedia elettrica, fu giustiziato la mattina del 24 gennaio 1989. Fuori dal carcere, si radunò una folla che, con striscioni e urla, inneggiò all'esecuzione. Il corpo fu cremato e le ceneri disperse sulle Taylor Mountains.

## Modus operandi
La maggior parte delle sue vittime venne adescata nelle vicinanze di college o residenze universitarie, con la "tecnica" del braccio ingessato (chiedendo aiuto alla vittima per trasportare oggetti vari in macchina) resa poi famosa dall'attore che impersonò il maniaco scuoiatore "Buffalo Bill" nel film Il silenzio degli innocenti (ancora prima dal romanzo L'uovo d'oro di Tim Krabbé e dal thriller cult olandese da esso derivato Spoorloos, di George Sluizer).
Una volta salita a bordo dell'auto di Bundy (un Volkswagen Maggiolino) la malcapitata ragazza si accorgeva, troppo tardi, che lo sportello dal lato del passeggero mancava della maniglia e della manovella per abbassare il finestrino; rimanendo dunque intrappolata all'interno dell'auto. Portata in un luogo isolato, veniva picchiata e uccisa tramite strangolamento o armi da contatto; il cadavere veniva talvolta stuprato, anche dopo che erano passati diversi giorni, fino a quando il corpo non risultava decomposto (o parzialmente). Almeno 4 vittime furono decapitate dopo la morte.
In altri casi avvicinava la vittima spacciandosi per un poliziotto. In un'occasione si intrufolò nella camera di un dormitorio femminile e uccise a bastonate due studentesse e ne assalì una terza. Quasi tutte le vittime erano studentesse universitarie, minute e dai lunghi capelli scuri con la scriminatura centrale. Alcuni (ma la teoria non è universalmente accettata) hanno sostenuto che Bundy cercasse ragazze simili alla sua ex fidanzata, in una sorta di "punizione simbolica" per la donna che l'aveva respinto.

## Riferimenti culturali
A causa dell'efferatezza dei suoi delitti, la figura di Ted Bundy è stata più volte oggetto di riferimenti o citazioni in ambito musicale, cinematografico e letterario.

### Musica
- Lo pseudonimo di Brian Tutunick, primo bassista dei Marilyn Manson, è Olivia Newton Bundy, nome nato dall'unione dei nomi di Bundy e di Olivia Newton-John, attrice e cantante australiana.
- Debbie Harry, cantante dei Blondie, ha sostenuto di aver accettato un passaggio da Bundy negli anni settanta. Riuscì fortunatamente a fuggire, dopo essersi resa conto che allo sportello della vettura mancava la maniglia.
- I Jane's Addiction, gruppo rock di Los Angeles, inserirono un brano chiamato Ted, Just Admit It... nel loro primo album Nothing's Shocking, in cui sono presenti delle frasi tratte da una sua dichiarazione. Nello stesso testo viene citata anche la frase che dà il titolo all'album.
- Il rapper Tyler, the Creator ha scritto un testo su Bundy, Blow.
- Sven de Caluwé, cantante del gruppo death metal Aborted, cita Bundy all'inizio della canzone Meticulous Invagination, impersonificandolo.
- La traccia Man in a White Car contenuta nell'album del 1980 Drama degli Yes è probabilmente ispirata alla figura di Bundy.[senza fonte]
- Bundy è citato anche dal rapper Noyz Narcos nelle canzoni Shabboo (tratta dall'album Non dormire) e Stato Brado.
- Bundy è citato nella canzone di Eminem Stay Wide Awake.
- In Mind of a Killer, seconda traccia del disco d'esordio di Atrax Morgue, Black Slaughter, sono contenuti vari audio relativi ai processi a Bundy.
- Il brano The Ted Bundy Song (Ted Bundy) dei Macabre, contenuto nel disco Sinister Slaughter del 1993, è incentrato sulla figura di Bundy.

### Letteratura
- L'Oscar Mondadori Serial Killer - Storie di ossessione omicida di Carlo Lucarelli e Massimo Picozzi inizia con la storia di Ted Bundy.
- Nel romanzo di Bret Easton Ellis American Psycho, il protagonista Patrick Bateman, psicopatico omicida, legge sempre biografie di Ted Bundy.
- Bundy è l'ispiratore del personaggio protagonista del romanzo Il seduttore di Andrea H. Japp del 2004.
- Il protagonista del libro di Ann Rule Un estraneo al mio fianco parla della sua amicizia con Ted Bundy, poi rivelatosi un assassino seriale; il libro è dedicato alla reale esperienza della scrittrice, che conobbe e frequentò personalmente Bundy.
- Nei romanzi di Jennifer Armentrout Ti aspettavo (capitolo 10) e Ti fidi di me? (capitolo 10) della serie Wait For You, si fa riferimento alla storia di Ted Bundy.
- Ne Il silenzio degli innocenti il modus operandi di Buffalo Bill, l'assassino seriale, si ispira a quello di Ted Bundy, e cioè attirare la vittima simulando un incidente agli arti o alla nuca, come anche nell'omonima trasposizione cinematografica.

### Cinema
- Il mostro, miniserie TV del 1986 diretto da Marvin J. Chomsky e interpretato da Mark Harmon.
- Ted Bundy (2002) diretto da Matthew Bright e interpretato da Michael Reilly Burke, è il primo film cinematografico sul criminale.
- Uno sconosciuto accanto a me (2003) diretto da Paul Shapiro e interpretato da Billy Campbell.
- The Riverman - Storia di un serial killer (The Riverman) (2004) diretto da Bill Eagles e interpretato da Cary Elwes.
- Bundy: A Legacy of Evil (conosciuto anche come Bundy: An American Icon, 2008) diretto da Michael Feifer e interpretato da Corin Nemec.
- Ted Bundy - Fascino criminale (Extremely Wicked, Shockingly Evil and Vile, 2019) diretto da Joe Berlinger e con protagonista Zac Efron nel ruolo di Ted Bundy, affiancato da Lily Collins nel ruolo della fidanzata, James Hetfield dei Metallica nel ruolo del poliziotto che lo arrestò e John Malkovich nei panni di Edward Cowart, il giudice che lo condannò.
- Conversazioni con un killer: Il caso Bundy (Conversations with a Killer: The Ted Bundy Tapes, 2019) regia di Joe Berlinger; docuserie in 4 puntate prodotta da Netflix. Il protagonista della miniserie è proprio Ted Bundy: grazie al lavoro svolto da Hugh Aynesworth e da Stephen Michaud. I due giornalisti sono riusciti ad intervistare Bundy tra il 1980 e il 1981 ricavando oltre 100 ore di registrazione.
- Caccia al Killer - Ted Bundy (Ted Bundy: American Boogeyman) del 2021 che vede come protagonisti Chad Michel Murray, nei panni di Bundy, e Holland Roden.
- Bundy e il killer del Green River (Bundy and the Green River Killer, 2019) diretto da Andrew Jones e interpretato da Richard Mark.
- Nel film Copycat, di Jon Amiel, il serial killer guida un Maggiolino Volkswagen identico a quello di Ted Bundy.
- Nell'episodio 4 della settima stagione di The Rookie il serial killer in questione vuole emulare Ted Bundy in una confraternita.